# Croydon (londýnský obvod)
Městská část Croydon (anglicky London Borough of Croydon) je městským obvodem na jihu Londýna a je součástí Vnějšího Londýna. Je nejlidnatějším londýnským obvodem a sídlí zde největší kancelářské komplexy a maloobchodní centra jižní Anglie mimo centrum Londýna.

## Historie
Městská část vznikla v roce 1965 a zahrnuje bývalé části Coulsdon a Purley Urban District a County Borough of Croydon. Croydon se v letech 2000 a 2004 neúspěšně ucházel o udělení statutu města. Pokud by uspěl byl by třetím obvodem v rámci Velkého Londýna s tímto postavením.
Je řízena radou ustavenou v roce 2001, jejíž struktura se podobá uspořádání vlády a má deset členů. Rada městského obvodu, jejíž hlavní kanceláře jsou v Taberner House, nebo organizace, které řídí, například školy, domy s pečovatelskou službou a úřady údržby bytového fondu, zaměstnávají asi 10 000 lidí. Rada disponuje velmi kvalitním vybavením, ačkoli jsou v tomto obvodě jedny z nejnižších místních daní v Londýně.

## Radnice

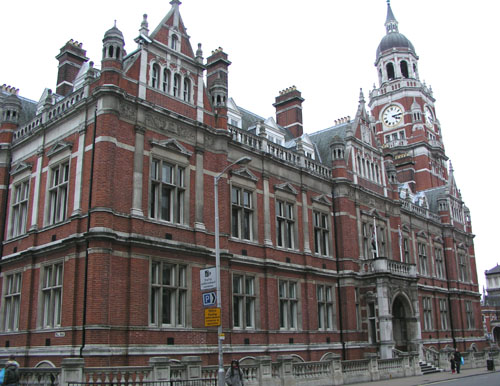
Croydonská radnice postavená ve Viktoriánském stylu

Radnice obvodu, v ulici Katharine Street v centru Croydonu, je sídlem starosty, kanceláří radních a komisí, uměleckých a historických služeb.
Je již v pořadí třetí radnicí. První byla postavena asi v letech 1566 nebo 1609. Druhá byla postavena v roce 1808, aby zajistila služby pro rozrůstající se město, ale byla zbořena poté, co byla postavena současná radnice v roce 1895. Budova současné radnice byla navržena místním architektem Charlesem Henmanem a byla slavnostně otevřena 19. května 1896. Byla postavena z červených cihel vyrobených ve Wrothamu v Kentu a na střechu bylo použito zelených břidlicových tašek. Je také sídlem soudu a hlavních kanceláří rady.
Část radnice, kde dříve býval soud, je nyní muzeum a výstavní galerie. Původní veřejná knihovna je nyní využívána jako kino. Radnice byla renovována v 90. letech 19. století a velkolepé hlavní schodiště, dlouho používané pouze radními, bylo zpřístupněno pro veřejnost v roce 1994.
Hlavní kanceláře rady obvodu, 19. patrový Taberner House, navržený architektem H. Thornleyem, byly postaveny v rozmezí let 1964 až 1967. I když rada obvodu potřebovala další prostory již dříve, k vybudování tohoto komplexu došlo až po ustavení městské části Croydon. Budova má klasický styl 60. let 19. století, ve své době ceněný ale později spíše zesměšňovaný. Má elegantní horní část tyčící se nad oběma konci, formálně návrh srovnávaný s budovou Pirelli Building v Miláně. Byla pojmenována po Ernstu Tabernem, městském úředníku v letech 1937 až 1963.
V této budově jsou soustředěny hlavní kanceláře úřadů městské části a informační centrum.

## Obvody městské části
- Addington
- Addiscombe
- Broad Green
- Coombe
- Coulsdon
- Croydon
- Forestdale
- Hamsey Green
- Kenley
- New Addington
- Norbury
- Purley
- Sanderstead
- Selhurst
- Selsdon
- Shirley
- South Croydon
- South Norwood
- Thornton Heath
- Upper Norwood
- Waddon
- West Croydon
- Woodcote
- Woodside

## Železniční zastávky
Zastávky v Croydonu:
- East Croydon
- South Croydon
- West Croydon

Další zastávky v městské části:
- Coulsdon South
- Kenley
- Norbury
- Norwood Junction
- Purley
- Purley Oaks
- Reedham
- Riddlesdown
- Sanderstead
- Selhurst
- Smitham
- Thornton Heath
- Waddon
- Woodmansterne